# Парень из «Фламинго»
«Парень из „Фламинго“» (англ. The Flamingo Kid) — американская комедия Гарри Маршалла 1984 года.

## Сюжет
Лето 1963 года. Джеффри Уиллис — молодой человек из простой рабочей семьи из Бруклина. Как-то раз друзья предлагают Джеффри поехать с ними на Лонг-Айленд в закрытый пляжный клуб «Фламинго». Там можно попробовать обыграть местных ребят в карточную игру джин и таким образом заработать немного денег. Джеффри соглашается, поскольку хорошо знает эту игру. В пляжном клубе он неожиданно для себя получает работу парковщика, починив заглохшую у входа машину. На этой работе Джеффри начинает неплохо зарабатывать на чаевых. На этой почве у него разгорается конфликт с отцом. Тот всю жизнь проработал сантехником и считает, что Джеффри также нужна настоящая честная работа за зарплату.
В пляжном клубе Джеффри знакомится с девушкой Карлой, с которой у него завязываются отношения. Побывав в гостях у неё в особняке, он знакомится с её дядей Филом Броуди, который зарабатывает на жизнь продажей дорогих машин. Тот также проводит много времени в клубе «Фламинго», где также играет в карты на деньги. Более того, он считается местным чемпионом. Он играет на большие ставки и соперником его команды выступает команда хозяина «Фламинго». Броуди начинает проводить много времени с Джеффри, делясь с ним своей жизненной мудростью. Он предлагает Джеффри в будущем работать на него и также стать продавцом. Джеффри рассказывает об этом дома и это вызывает гнев его отца, так как теперь Джеффри больше не собирается учиться. Он хочет быть продавцом и равняется теперь на Фила Броуди, который хорошо живёт, но при этом не учился в колледже. Из-за конфликта с отцом Джеффри приходится уйти из дома.
Однажды наблюдая за очередной блестящей игрой Фила Броуди в карты, Джеффри подмечает, что тот жульничает. Среди зрителей есть толстый мужчина, который подсматривает в карты оппонентов и делает знаки Броуди. Неожиданно этот толстяк получает солнечный удар и падает на престарелого хозяина «Фламинго». Без своего помощника Броуди не может так виртуозно играть в карты, но и без хозяина «Фламинго» игра продолжаться не может. Джеффри решает проучить Броуди. Он просится в команду его противников на место их капитана. В конечном счёте ему удаётся обыграть Броуди. Лето заканчивается и пляжный клуб закрывается до следующего сезона. Джеффри возвращается домой.

## В ролях
- Мэтт Диллон — Джеффри Уиллис
- Гектор Элизондо — Артур Уиллис
- Ричард Кренна — Фил Броуди
- Джанет Джонс — Карла Самсон
- Джессика Уолтер — Филлис Броуди
- Фишер Стивенс — Хок Ганц
- Бронсон Пинчот — Альфред Шульц
- Мариса Томей — Мэнди
- Стивен Уэбер — Пол Хирш
- Марта Геман — Никки Уиллис
- Леон Робинсон — Смит
- Джон Туртурро — Тед
- Дэвид Пол — Турк

## Саундтрек
Саундтрек был выпущен компанией Motown. Музыка для фильма была подобрана под время действия фильма и саундтрек таким образом состоит из хитов раннего рок-н-ролла:
1. Jesse Frederick — Breakaway
2. Martha and the Vandellas — (Love Is Like a) Heat Wave
3. The Chiffons — He’s So Fine
4. Acker Bilk — Stranger on the Shore
5. Dion — Runaround Sue
6. Little Richard — Good Golly, Miss Molly
7. Barrett Strong — Money (That’s What I Want)
8. The Impressions — It’s All Right
9. Hank Ballard & The Midnighters — Finger Poppin' Time
10. The Chiffons — One Fine Day
11. The Silhouettes — Get a Job
12. Maureen Steele — Boys Will Be Boys

## Рецензии
Отзывы на фильм были в основном положительными. На сайте Rotten Tomatoes рейтинг «свежести» фильма 83 % на основе 18 рецензий. От кинокритика Роджера Эберта фильм получил 3,5 звезды из 4.